# 1986-os labdarúgó-világbajnokság-selejtező (CAF)
Az 1986-os labdarúgó-világbajnokság selejtezőjének CAF-zónájában összesen 29 nemzet versenyzett a 2 világbajnoki helyért. Lesotho, Niger és Togo visszalépett, így az ellenfeleik játék nélkül jutottak a következő fordulóba.

## Lebonyolítás
- Első forduló: a 26 csapatot összepárosították, és oda-visszavágós alapon döntötték el a továbbjutó helyek sorsát. Algéria, Ghána és Kamerun kiemeltként automatikusan továbbjutott, míg Madagaszkár, Líbia és Guinea játék nélkül jutott be a második fordulóba.
- Második és harmadik forduló: a továbbjutó csapatok ugyanúgy egyenes kieséses rendszerben kerültek összepárosításra és a párharcok győztesei bejutottak a következő fordulóba.
- Negyedik forduló: A 4 legjobb csapat került be, ahol egyenes kieséses rendszerben, oda-visszavágós alapon megmérkőztek és a győztesek kijutottak az 1986-os világbajnokságra.

## Első forduló
| 1. csapat        | Össz.Tooltip Aggregate score | 2. csapat | 1. mérk. | 2. mérk. |
| ---------------- | ---------------------------- | --------- | -------- | -------- |
| Egyiptom         | 2–1                          | Zimbabwe  | 1–0      | 1–1      |
| Kenya            | 5–4                          | Etiópia   | 2–1      | 3–3      |
| Mauritius        | 0–5                          | Malawi    | 0–1      | 0–4      |
| Zambia           | 3–1                          | Uganda    | 3–0      | 0–1      |
| Tanzánia         | 1–1 (i.g.)                   | Szudán    | 1–1      | 0–0      |
| Sierra Leone     | 0–5                          | Marokkó   | 0–1      | 0–4      |
| Benin            | 0–6                          | Tunézia   | 0–2      | 0–4      |
| Elefántcsontpart | 6–3                          | Gambia    | 4–0      | 2–3      |
| Nigéria          | 4–0                          | Libéria   | 3–0      | 1–0      |
| Angola           | 1–1 (t. 4–3)                 | Szenegál  | 1–0      | 0–1      |
| Madagaszkár      | játék nélkül1                | Lesotho   | —        | —        |
| Líbia            | játék nélkül2                | Niger     | —        | —        |
| Guinea           | játék nélkül3                | Togo      | —        | —        |
| Algéria          | Kiemelt                      |           | —        | —        |
| Kamerun          | Kiemelt                      |           | —        | —        |
| Ghána            | Kiemelt                      |           | —        | —        |

1 Lesotho visszalépett.
2 Niger visszalépett.
3 Togo visszalépett.

## Második forduló
| 1. csapat        | Össz.Tooltip Aggregate score | 2. csapat   | 1. mérk. | 2. mérk. |
| ---------------- | ---------------------------- | ----------- | -------- | -------- |
| Zambia           | 5–2                          | Kamerun     | 4–1      | 1–1      |
| Marokkó          | 2–0                          | Malawi      | 2–0      | 0–0      |
| Angola           | 2–3                          | Algéria     | 0–0      | 2–3      |
| Kenya            | 1–6                          | Nigéria     | 0–3      | 1–3      |
| Egyiptom         | 1–1 (t. 3–2)                 | Madagaszkár | 1–0      | 0–1      |
| Guinea           | 1–2                          | Tunézia     | 1–0      | 0–2      |
| Szudán           | 0–4                          | Líbia       | 0–0      | 0–4      |
| Elefántcsontpart | 0–2                          | Ghána       | 0–0      | 0–2      |

## Harmadik forduló
| 1. csapat | Össz.Tooltip Aggregate score | 2. csapat | 1. mérk. | 2. mérk. |
| --------- | ---------------------------- | --------- | -------- | -------- |
| Algéria   | 3–0                          | Zambia    | 2–0      | 1–0      |
| Ghána     | 0–2                          | Líbia     | 0–0      | 0–2      |
| Nigéria   | 1–2                          | Tunézia   | 1–0      | 0–2      |
| Egyiptom  | 0–2                          | Marokkó   | 0–0      | 0–2      |

## Negyedik forduló
| 1. csapat | Össz.Tooltip Aggregate score | 2. csapat | 1. mérk. | 2. mérk. |
| --------- | ---------------------------- | --------- | -------- | -------- |
| Tunézia   | 1–7                          | Algéria   | 1–4      | 0–3      |
| Marokkó   | 3–1                          | Líbia     | 3–0      | 0–1      |

| 1985. október 6. |

| Tunézia     | 1–4         | Algéria                               |
| ----------- | ----------- | ------------------------------------- |
| Rakbaúi 16' | Jegyzőkönyv | Mádzser 24' Menád 43' Kászí Szaíd 67' |

| El Menzah Stadion, Tunisz Nézőszám: 40 000 Játékvezető: Roger Schoeters (belga) |

| 1985. október 18. |

| Algéria                       | 3–0         | Tunézia |
| ----------------------------- | ----------- | ------- |
| Mádzser 8' Menád 34' Jáhi 78' | Jegyzőkönyv |         |

| Július 5. Stadion, Algír Nézőszám: 90 000 Játékvezető: Bruno Galler (svájci) |

Algéria 7–1-es összesítésben jutott ki az 1986-os világbajnokságra.
| 1985. október 6. |

| Marokkó                                      | 3–0         | Líbia |
| -------------------------------------------- | ----------- | ----- |
| Miri 44' (11-esből) Timúmi 85' Búderbála 90' | Jegyzőkönyv |       |

| V. Mohammed Stadion, Casablanca Nézőszám: 60 000 Játékvezető: Nyrenda Chayu (zambiai) |

| 1985. október 18. |

| Líbia            | 1–0         | Marokkó |
| ---------------- | ----------- | ------- |
| Al-Fardzsani 43' | Jegyzőkönyv |         |

| Március 28. Stadion, Bengázi Nézőszám: 40 000 Játékvezető: Luigi Agnolin (olasz) |

Marokkó 3–1-es összesítésben jutott ki az 1986-os világbajnokságra.

## Kijutott csapatok
Az alábbi két csapat jutott ki a CAF-zónából az 1986-os labdarúgó-világbajnokságra.
| Csapat  | Kijutás               | Kijutás dátuma    | Korábbi részvételek a világbajnokságon |
| ------- | --------------------- | ----------------- | -------------------------------------- |
| Algéria | A 4. forduló győztese | 1985. október 18. | 1 (1982)                               |
| Marokkó | A 4. forduló győztese | 1985. október 18. | 1 (1970)                               |